# Michał Serwacy Wiśniowiecki
Michał Serwacy Wiśniowiecki herbu Korybut (ur. 13 maja 1680, zm. 16 września 1744) – książę, hetman wielki litewski 1703–1707, 1710–1713 i od 1735, regimentarz wojsk litewskich od 1730, hetman polny litewski 1702–1703 i 1707–1709, wojewoda wileński od 1735, kanclerz wielki litewski od 1720, kasztelan wileński od 1703, starosta piński, wołkowyski, gliniański, wilkiski, wilkowski, kirśnieński, metelski i merecki. Syn Konstantego Wiśniowieckiego oraz Anny z Chodorowskich. Młodszy brat Janusza Antoniego, ostatni męski przedstawiciel rodu Wiśniowieckich.

## Życiorys
Jego ojciec zmarł, gdy Michał miał 6 lat i wychowaniem jego oraz starszego brata zajął się ojczym, Jan Karol Dolski. Uczył się w kolegium jezuickim we Lwowie, które ukończył w 1695 roku. W tym samym czasie zmarł jego ojczym i jego matka chcąc zachować majątek po drugim mężu szybko zaaranżowała małżeństwo jego córki z pierwszego małżeństwa, Katarzyny z Michałem Serwacym, choć wówczas miał on zaledwie 15 lat. Ślub odbył się bez rozgłosu, aby uprzedzić protesty rodziny Katarzyny, która mogła przejąć opiekę nad nią i jej majątkiem. Zaraz po ślubie jednak nie zamieszkał wraz z małżonką, a udał się w podróż zagraniczną, w czasie której rok spędził w szkole wojskowej w Paryżu. Z zagranicy wrócił w 1697 roku, by wziąć udział w nowej elekcji, w czasie której poparł kandydaturę Wettyna. W tym czasie doszło też do konfliktu obydwu młodych Wiśniowieckich z matką na tle przekazania im należnych spadkiem majętności po ojcu. W przypadku Michała konflikt dotyczył również majętności żony. Ostatecznie udało się im przejąć należny spadek, jednak kosztem trwałego konfliktu z matką. Jego skutkiem był późniejszy zapis testamentowy, w którym matka zapisała wszystkie swoje majętności tylko starszemu z synów.
Właściwą karierę polityczną rozpoczął Michał Serwacy w czasie wojny domowej na Litwie w 1700. W dniu 25 kwietnia 1700 wraz z bratem Januszem zostali przypadkowo napadnięci przez ludzi Sapiehy, co mimo przeprosin spowodowało, że na czele 2 tys. ludzi dołączył do opozycji antysapieżyńskiej zostając, mimo zaledwie 20 lat, przywódcą opozycji szlacheckiej przeciwko Sapiehom i doprowadzając do rozbicia wojsk sapieżyńskich w bitwie pod Olkienikami. Był członkiem konfederacji olkienickiej w 1700 roku. W styczniu 1702 roku podpisał akt pacyfikacji Wielkiego Księstwa Litewskiego. Opowiadając się za Augustem II Mocnym, w dniu 24 marca 1702 r. wyciął pod Dorsunniszkami straż przednią armii szwedzkiej Karola XII, a następnie zwalczał inne oddziały Sapiehów. Nagrodą za poparcie Augusta II była buława wielka litewska przyznana mu przez króla w 1703 r.
Poseł na sejm 1703 roku z powiatu brzeskolitewskiego. Był marszałkiem sejmu nadzwyczajnego w Lublinie w dniach 11 czerwca-19 sierpnia 1703, kilkakrotnie marszałkiem Trybunału Głównego Wielkiego Księstwa Litewskiego. Przez okres wojny domowej na początku XVIII wieku był zwolennikiem Augusta II i dopiero kilka miesięcy po abdykacji Sasa w 1707 przeszedł na stronę Stanisława Leszczyńskiego, zresztą za cenę oddania buławy hetmańskiej i województwa wileńskiego, otrzymując w zamian buławę polną. Wyparty przez ofensywę rosyjską, zawzięcie się odgryzał, odnosząc zwycięstwo w bitwie pod Janiszkami w styczniu 1708 r. Po klęsce Szwedów pod Połtawą w 1709 roku Michał Serwacy nie zdecydował się porzucić rodziny i majętności, przez co 8 września 1709 roku dostał się do niewoli rosyjskiej. Mimo wstawiennictwa wielu osób, w tym samego Augusta II, który wówczas powrócił do kraju, car Piotr nie zamierzał zwolnić księcia, którego uważał za zdrajcę. Dopiero po roku niewoli zdołał Michał zbiec, jednak przez dłuższy czas nie mógł wrócić do kraju, gdzie przebywały wówczas wojska rosyjskie. Po kilku latach prób przywrócenia Leszczyńskiego, a później negocjacji z Augustem II co do powrotu, na wiosnę 1716 roku Michał Serwacy wrócił do kraju.
Wkrótce objęła go ogólnokrajowa amnestia, jednak książę nie mógł liczyć na powrót na żadne ze swych dawnych stanowisk, gdyż te były już zajęte przez stronników króla. Musiał więc podjąć starania o urzędy od nowa. Dopiero w 1720 roku zwolniło się stanowisko kanclerza wielkiego litewskiego, które król po pewnych wahaniach oddał Michałowi Wiśniowieckiemu. W tym czasie spotkał go też inny zaszczyt - w 1719 roku odznaczony został Orderem Orła Białego. Po śmierci hetmana wielkiego litewskiego Ludwika Pocieja (1730) książę Michał ponowił starania o odzyskanie buławy hetmańskiej. Jednak król nie ufając dawnemu stronnikowi powierzył mu tylko funkcję regimentarza generalnego, co w praktyce jednak – wobec braku hetmana – dawało mu pełnię władzy nad wojskiem litewskim. Po śmierci cara Piotra I Wiśniowiecki poprawił swoje relacje z Rosją i dlatego w trakcie elekcji 1733 roku zdystansował się wobec uchwały obioru "Piasta". Był członkiem konfederacji generalnej zawiązanej 27 kwietnia 1733 roku na sejmie konwokacyjnym. Wkrótce potem przeprowadził elekcję Augusta III, podpisał jego pacta conventa. Jako jeden z nielicznych magnatów wziął udział w koronacji tego króla, a później zwalczał zwolenników Stanisława Leszczyńskiego, choć nie angażował się w tym mocno. W 1735 roku podpisał uchwałę Rady Generalnej konfederacji warszawskiej.  Za zasługi dla nowego króla w 1735 roku odzyskał upragnioną buławę hetmańską. Uzyskał też liczne nadania starościńskie i pod koniec życia stał się najsilniejszym z magnatów na Litwie wspierając swoich sojuszników Radziwiłłów, z którego to rodu pochodziła jego żona. W 1736 roku został wyznaczony senatorem rezydentem.
Zmarł 16 września 1744 roku w Mereczu. Jego trzecia żona, Tekla Róża z Radziwiłłów wyprawiła mu niezwykle wystawny, trwający 3 dni pogrzeb. Podczas uroczystości zaprezentowano portrety jego 12 przodków i dokonano uroczystego złamania tarczy herbowej na znak wygaśnięcia rodu.

## Rodzina
Michał Serwacy był trzykrotnie żonaty. Pierwszą jego żoną była jego przysposobiona siostra, Katarzyna Dolska, córka jego ojczyma z pierwszego małżeństwa. Małżeństwo to, zaaranżowane przez matkę z powodów majątkowych, było całkiem udane i bezkonfliktowe. Niemniej w czasie jego trwania Michał wiele lat spędził z dala od małżonki – najpierw w podróżach edukacyjnych, później w trakcie wojny domowej w wojsku, następnie w niewoli i na przymusowej emigracji. Mimo tego jego owocem były narodziny dwóch córek – Anny (1700–1732) i Katarzyny (1701–1770). Książę obie córki wydał za mąż jednocześnie w roku 1722. Starszą Annę za Józefa Ogińskiego, młodszą Katarzynę za Michała Zamoyskiego.
Po śmierci Katarzyny w styczniu 1725 roku książę nie nosił długo żałoby. Chcąc koniecznie przedłużyć ród ożenił się ponownie już 29 lipca 1725 roku. Wybór jego podyktowany był nie wielkością posagu czy korzyściami politycznymi, ale przede wszystkim możliwością urodzenia męskiego potomka. Padł na Magdalenę Czartoryską, która była młodsza od córek Michała Serwacego. Wówczas jednak nie uważano takiego małżeństwa za coś niezwykłego. Magdalena szybko dała księciu syna. Już rok po ślubie urodził się Jeremi. Choć wydawał się zdrowy, zmarł jednak przeżywszy zaledwie rok. Wkrótce Magdalena urodziła kolejnego syna, któremu nadano imię Ignacy (1728) i jeszcze w tym samym roku zaszła ponownie w ciążę. Niestety wkrótce ciężarna księżna zmarła na ospę (5 grudnia 1728 roku), a kilka miesięcy później zmarł również jej drugi syn, pogrążając ojca w wielkim żalu (31 maja 1729 roku).
Po raz ostatni Michał Serwacy ożenił się w 1730 roku z Teklą Różą Radziwiłłówną, wówczas już wdową po Jakubie Flemmingu. Trzecia małżonka Wiśniowieckiego była również młoda, a przy tym majętna i wykształcona. Mimo różnicy wieku małżonkowie bardzo dobrze się rozumieli – Michał Serwacy nieraz w listach wyrażał szczęście, jakie go spotkało w związku z tym małżeństwem. Tekla, która bardzo liczyła na przedłużenie wymierającego rodu poczęła nawet skupować dawne posiadłości Wiśniowieckich, które były w obcych rękach. Jeszcze w 1730 roku zaszła w ciążę, jednak syn, który się urodził przedwcześnie, był słabowity i wkrótce później zmarł. Księżna więcej nie zaszła w ciążę i los rodu został przesądzony.

## Fundacje
- Zamek w miejscowości Opol koło Pińska
- Zamek Zabierz we wsi zwanej obecnie Żaber[12] (Жабер) na północ od Chomska
- Twierdza w Karolinie na planie czworokąta o węższym boku około 120 metrów z dwoma bastionami od strony północno-zachodniej i pałacem wewnątrz obwałowań.